# Shahabaz Aman
Shahabaz Aman (nacido el 19 de julio de 1965 en Malappuram, Kerala) es un cantante de playback y compositor indio. También es actor de teatro e interpreta música de Ghazal, como compositor ha escrito y compuesto temas musicales para el cine ghazal y malayalam. Ha realizado una serie de giras de conciertos por toda la India y otros países del Golfo Pérsico.

## Premios
- 2013 - TTK Prestige-Vanitha Film Awards - Best Male Singer - Kaayalinarike ...(Annayum Rasoolum 2012)[1]

## Como compositor de películas
| Año  | Película                      | Director             | Notas                       |
| ---- | ----------------------------- | -------------------- | --------------------------- |
| 2007 | Paradesi                      | P. T. Kunju Muhammed | Co-composer: Ramesh Narayan |
| 2011 | Indian Rupee                  | Ranjith              |                             |
| 2012 | Spirit                        | Ranjith              |                             |
| 2012 | Shutter                       | Joy Mathew           | 1 song: "Ee Raathriyil"     |
| 2013 | Rose Guitarinaal              | Ranjan Pramod        |                             |
| 2013 | Kadal Kadannu Oru Maathukutty | Ranjith              |                             |
| 2014 | Njan Steve Lopez              | Rajeev Ravi          |                             |

## Como cantante de playback
- Chaanthu Kudanjoru ... (Chaanthu Pottu 2005);
- Kuyilukale Thuyilunaroo  (Oruvan 2006);
- Ishtamalle Ishtamalle ...(Chocolate 2007);
- Enthorishtamanu Enikku ...(Parunthu 2008);
- Anuraagamaay ... (Pakal Nakshathrangal 2008);
- Sundara Swapnathil ... (Ali Imran 2009);
- Mele Mohavaanam ... (Da Thadiya);
- Allaahu ... (Baavuuttiyude Naamathil 2012);
- Kaayalinarike ... (Annayum Rasoolum 2012);
- Kandu Randu Kannu ... (Annayum Rasoolum 2012);
- Zamilooni ... (Annayum Rasoolum 2012);
- Ee Raathriyil ... (Shutter 2013);
- Ee Kaattilum ... (Rose Guitarinaal 2013);
- Kizhakku Kizhakku ... (Daivathinte Swantham Cleetus 2013);
- Manassin Thinkale...(Vikramadithyan 2014);
- Oru Mezhuthiriyude ... (Vishudhan 2013);[2]